# Rosice (Pardubice)
Rosice (katastrální území Rosice nad Labem) jsou součástí města Pardubice v okrese Pardubice v Pardubickém kraji. Jsou součástí městského obvodu Pardubice VII, pouze jediný dům je součástí městského obvodu Pardubice II.
Nachází se přibližně 5 kilometrů od centra města, od kterého tuto část odděluje část Polabiny. Rosice jsou vzdáleny přibližně 100 km na východ od Prahy, přes 20 km jižně od Hradce Králové a přibližně 10 km severně od Chrudimi. Protéká jimi řeka Labe. Východní část Rosic, oddělená železniční tratí, se nazývá Kréta.

## Historie
První zmínka o Rosicích pochází přibližně z roku 1300.

## Občanská vybavenost

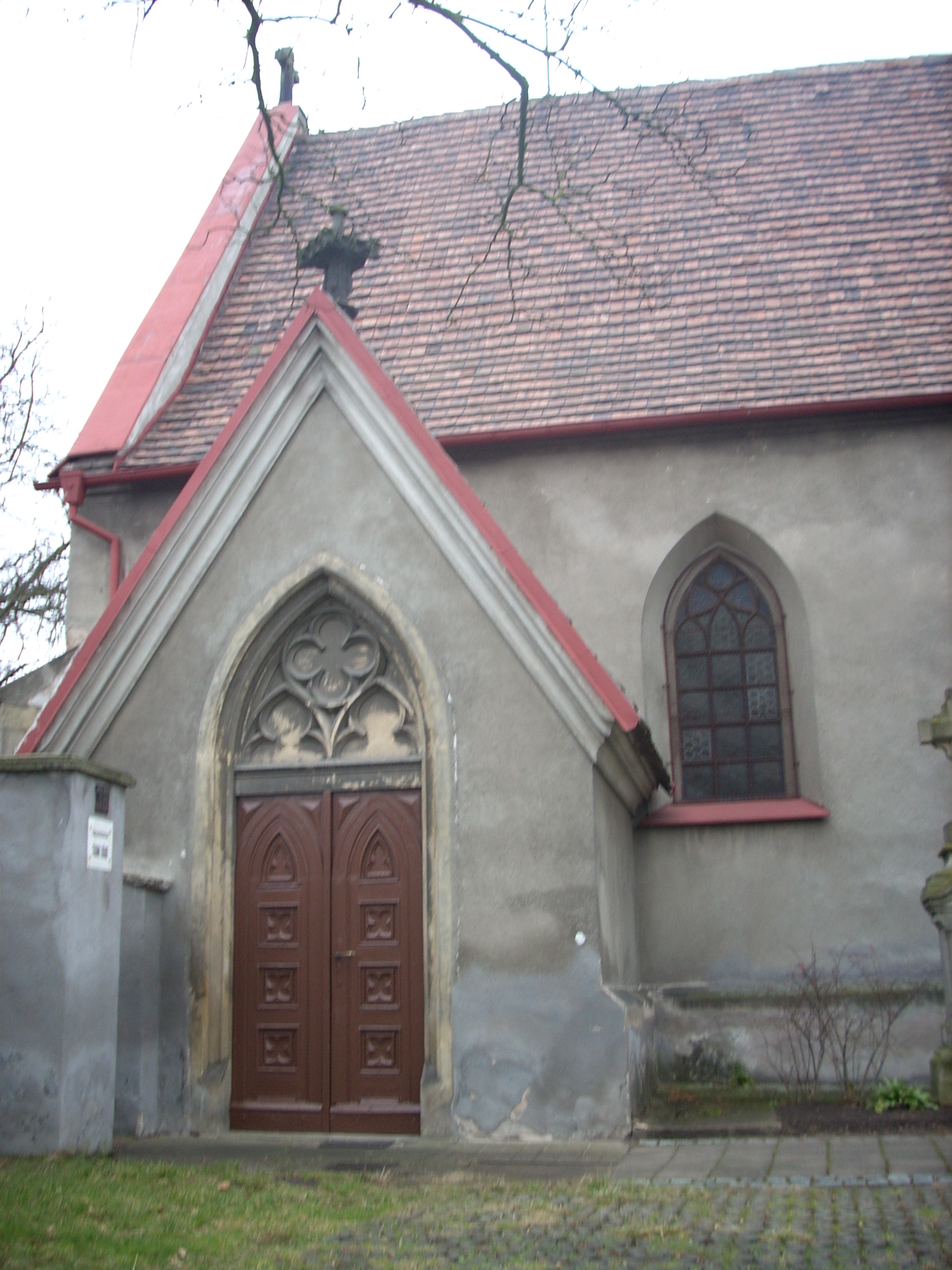
Kostel sv. Václava

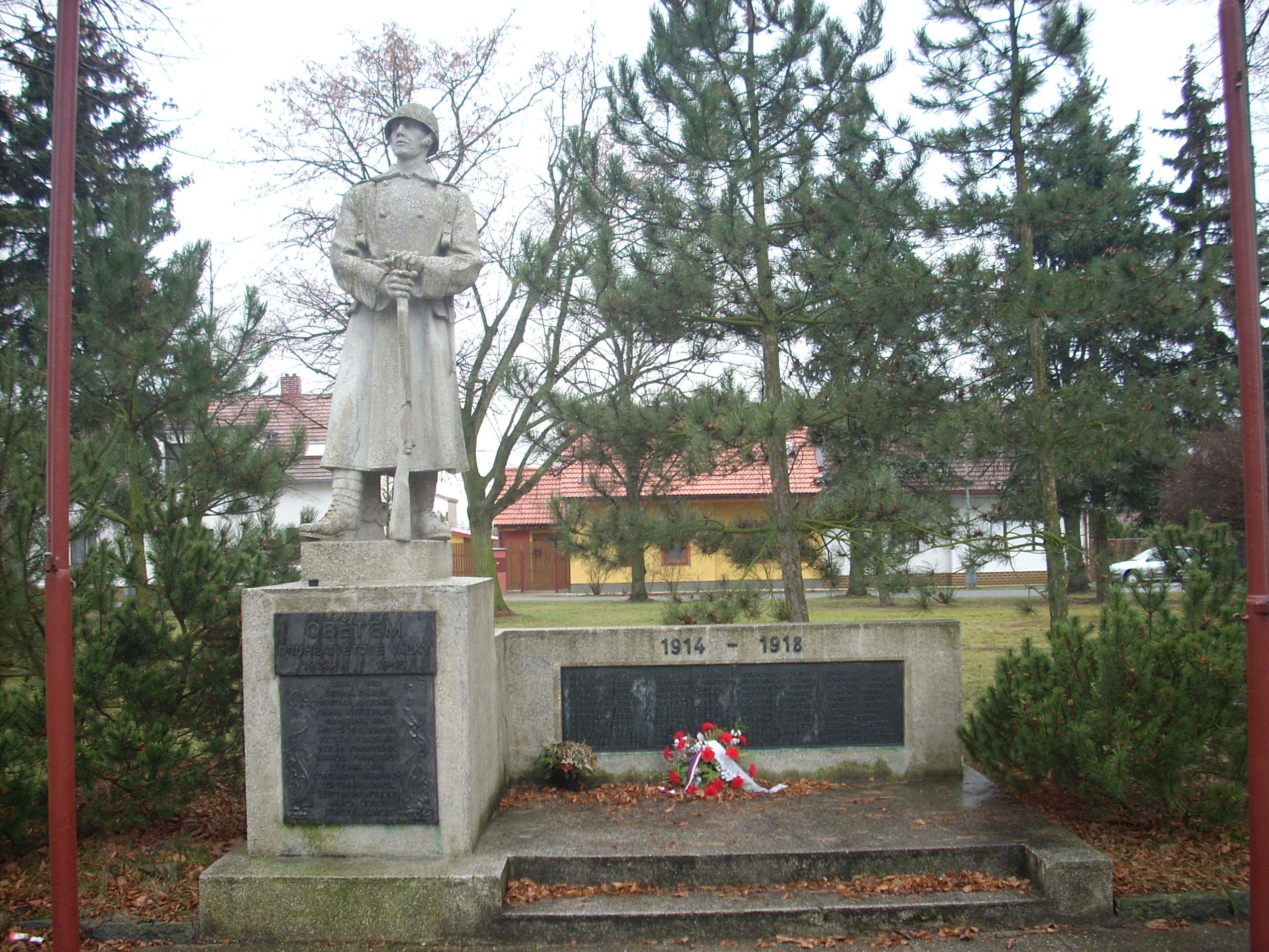
Památník

Nachází se zde tenisový a fotbalový klub (TJ Sokol Rosice nad Labem), tenisové kurty a fotbalové hřiště a víceúčelová sportovní hala.

### Doprava
Rosické nádraží leží na železniční trati Pardubice – Hradec Králové – Jaroměř a na železniční trati Pardubice – Chrudim – Havlíčkův Brod. Do Rosic zajíždí linka 6 pardubické městské dopravy.

### Vzdělání a kultura
Mateřská škola byla postavena po druhé světové válce. Soukromá základní škola v Rosicích je bilingvní a vyučuje se v ní angličtině a češtině. Knihovna v Rosicích je pobočkou Krajské knihovny v Pardubicích. Dalším kulturním místem je železniční muzeum, které se nachází na rosickém nádraží vedle staniční budovy.

### Drobné památky
Kostel svatého Václava mučedníka je umístěn několik metrů od slepého ramene Labe. V kostele jsou pořádány mše, jedná se o aktivní farnost. Slepé rameno Zákoutí nacházející se u západního okraje zástavby je chráněno jako registrovaný významný krajinný prvek.
V parku na Náměstí 8. května stojí památník obětem první a druhé světové války. U části obce zvané Kréta je památník Jiřího Potůčka Tolara, který byl radistou výsadkové skupiny Silver A za druhé světové války a byl poblíž Rosic zastřelen.

### Současná bytová výstavba
Rosice se v posledních pěti letech staly oblíbeným místem výstavby nových domů. Vedle fotbalového hřiště vyrostla celá nová část Rosic.

## Významné osobnosti
- Oskar Brázda (1881–1977), malíř; v roce 2006 po něm byla pojmenovaná dosud bezejmenná rosická ulice